# Stewart Walker

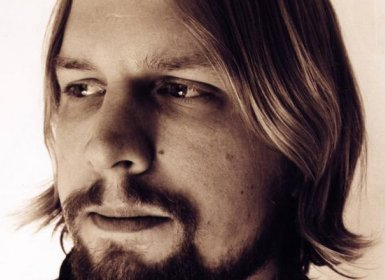
Stewart Walker (2008)

Stewart Walker (* 1974 in Charlotte, North Carolina) ist ein amerikanischer Produzent elektronischer Musik. Er lebt und arbeitet in Berlin.
Walkers Schwerpunkt sind Live-Auftritte, im Gegensatz zu vielen anderen elektronischen Musikern, die vorwiegend als DJs auftreten. Bekannt ist Stewart Walker besonders für sein Album „Stabiles“ aus dem Jahr 1999. Walker spielte 2007 bei der Wiedereröffnungsparty im Berliner Club Tresor, wo er auch Resident-DJ ist. Seine Musik bewegt sich zwischen 128 und 132 bpm und basiert oft auf harmonischen Klängen und Perkussion-Elementen.
Walkers Album Concentricity wurde im Resident Advisor 2007 als „einer der hervorragendsten Longplayer dieses Jahr“ aufgeführt.

## Diskografie

### Alben
- 1999: Stabiles (Force Inc. Music Works)
- 2003: Discord (Force Inc. Music Works)
- 2003: Live Extracts (Persona Records)
- 2005: Grounded in Existence (Persona Records)
- 2007: Concentricity (Persona Records)

### Singles und EPs
- 1997: Amphetamine Sulphate EP (Matrix Records)
- 1998: Stoic EP (Matrix Records)
- 1998: Artificial Music For Artificial People EP (Mosquito)
- 1999: Nothing Produces Stark Imagery EP (Tresor Records)
- 1999: North EP (Background)
- 1999: Nevermore EP (Force Inc. Music Works)
- 1999: Abstract Symbols Of Decadence EP (Tektite Recordings)
- 2000: Recoil EP (M_nus)
- 2000: Reformation of Negative Space EP (Tresor Records)
- 2000: Mobilization - Stabiles Remixes EP (Tektite Recordings)
- 2000: Intervals EP (M_nus)
- 2000: Granular Synthesis EP (Mille Plateaux)
- 2000: Hurricane Weather EP (Force Inc. Music Works)
- 2001: Jet Fuel And Longing EP (Belief Systems)
- 2001: South Suburban EP (Persona Records)
- 2001: Circular Valley Remixed EP (Persona Records)
- 2001: Pleasure Island EP (Persona Records)
- 2002: M.O.R. Of The Same EP (Persona Records)
- 2002: Degenerate EP (Persona Records)
- 2005: Travel Plaza EP (Persona Records)
- 2005: Spend the Day Frozen EP (Persona Records)
- 2006: After This I’ll Never Sleep EP (Persona Records)
- 2007: Druid Hills EP (Persona Records)
- 2008: Powdered I Ching EP (Persona Records)
- 2010: Scratched Notes (Curle Recordings)